# Thrasývoulos Fylís
Maillots
Le Podosfairiki Anonymi Etaireia Thrasývoulos Fylís (en grec moderne : Ποδοσφαιρική Ανώνυμος Εταιρεία Θρασύβουλος Φυλής), plus couramment abrégé en Thrasývoulos Fylís, est un club grec de football fondé en 1938 et basé dans la ville de Fylí, en Attique.
Il évolue actuellement dans le Championnat de Grèce de football (ou Superleague).

## Histoire
Fondé en 1938, le club est ainsi nommé en référence à Thrasybule (grec : Θρασύβουλος), un général qui, dans l’Antiquité, avait libéré Athènes depuis la forteresse de Phylé.

## Palmarès
| Compétitions nationales |
| --- |
| - Championnat de Grèce D3 (1) : - Champion : 2004-05 (Gr. 1). - Vice-champion : 2007-08. - Championnat de Grèce D4 (1) : - Champion : 2001-02 (Gr. 1). |

## Personnalités du club

### Présidents
- Spyridon Stamou

### Entraîneurs
| - Stavros Iliopoulos (2002 - 2003) - Nikos Goulis (2003) - Lysandros Georgamlis (2003 - 2005) - Savvas Pantelidis (2005 - 2006) - Giorgos Foiros (2006) - Vasilis Antoniadis (2006 - 2007) | - Sakis Tsiolis (2007 - 2009) - Zoran Jevtović (2009) - Nikos Kehagias (2009) - Stelios Serepas (2009 - 2010) - Panagiotis Plavoukos (2010) - Antonis Manikas (2010 - 2011) | - Akis Mantzios (2011) - Lysandros Georgamlis (2011 - 2012) - Stathis Stathopoulos (2012 - 2013) - Vasilis Vouzas (2013 - 2014) - Ioannis Rodis - Makis Papadopoulos |

### Joueurs célèbres
- Kostas Manolas
- Sally Sarr
- Aléxandros Tzórvas